# Łabędzie (gromada)
Łabędzie – dawna gromada, czyli najmniejsza jednostka podziału terytorialnego Polskiej Rzeczypospolitej Ludowej w latach 1954–1972.
Gromady, z gromadzkimi radami narodowymi (GRN) jako organami władzy najniższego stopnia na wsi, funkcjonowały od reformy reorganizującej administrację wiejską przeprowadzonej jesienią 1954 do momentu ich zniesienia z dniem 1 stycznia 1973, tym samym wypierając organizację gminną w latach 1954–1972.
Gromadę Łabędzie z siedzibą GRN w Łabędziu utworzono – jako jedną z 8759 gromad na obszarze Polski – w powiecie drawskim w woj. koszalińskim na mocy uchwały nr 43/54 WRN w Koszalinie z dnia 5 października 1954. W skład jednostki wszedł obszar dotychczasowej gromady Łabędzie ze zniesionej gminy Rydzewo w powiecie drawskim oraz obszar dotychczasowej gromady Karsibór ze zniesionej gminy Brzeźno w powiecie białogardzkim w tymże województwie. Dla gromady ustalono 10 członków gromadzkiej rady narodowej.
1 stycznia 1958 z gromady Łabędzie wyłączono wieś Karsibór, włączając ją do gromady Bierzwnica w powiecie świdwińskim w tymże województwie, po czym gromadę Łabędzie zniesiono, a jej (pozostały) obszar włączono do gromady Rydzewo w powiecie drawskim.